# Ektonukleosidtriphosphatdiphosphohydrolase 1
Ektonukleosidtriphosphatdiphosphohydrolase 1 (synonym CD39) ist ein Oberflächenprotein aus der Gruppe der ATPasen.

## Eigenschaften
CD39 wird vor allem in aktivierten Lymphozyten und Endothelzellen gebildet. Die Isoform 1 und Isoform 3 kommen in der Plazenta und in der Nabelschnur vor, Isoform 2 dagegen nur in der Plazenta. Sie ist an der purinergen Signaltransduktion durch Hydrolyse von Adenosintriphosphat (ATP) zu Adenosinmonophosphat (AMP) und zwei Phosphaten oder von Adenosindiphosphat zu AMP und Phosphat beteiligt. Sie ist glykosyliert und palmitoyliert. CD39 ist ein Homodimer mit Disulfidbrücke-verbundenen Untereinheiten. Ein Cofaktor sind zweiwertige Magnesiumionen.